# Rosenheim
Rosenheim és una ciutat de la regió Oberbayern de l'Estat Federat de Baviera, Alemanya, situada a la confluència dels rius Inn i Mangfall. S'hi troba la seu administrativa del districte de Rosenheim, però la mateixa ciutat no fa part del districte (en alemany, és una kreisfreie Stadt, «ciutat sense districte»). La població de la ciutat és d'unes 60.000 persones, amb un total de 125.000 a l'aglomeració. Rosenheim és als Prealps bavaresos, a 450 metres sobre el nivell del mar, amb una superfície de 37,52 km². La capital de Baviera, Múnic, és a 52 km de Rosenheim en direcció nord-oest. Disposa d'una estació de tren a la confluència de les línies Múnic–Salzburg i Múnic–Innsbruck. La ciutat de Salzburg és a 67 km. El 1234 Rosenheim va ser citada per primera vegada com a mercat. És remarcable l'agulla gòtica de 65 metres d'alçada de l'església de Sant Nicolau (any 1450) amb la seva cúpula barroca amb forma de bulb (any 1641).

## Personatges notables
- Bastian Schweinsteiger, futbolista
- Paul Breitner, futbolista
- Lars Bender futbolista
- Hermann Göring, nazi infamós
- Hans-Ulrich Rudel

## Agermanaments
Rosenheim està agermanada amb:
- Briançon, França, des de 1974
- Lazise, Itàlia, des de 1979
- Ichikawa, Japó

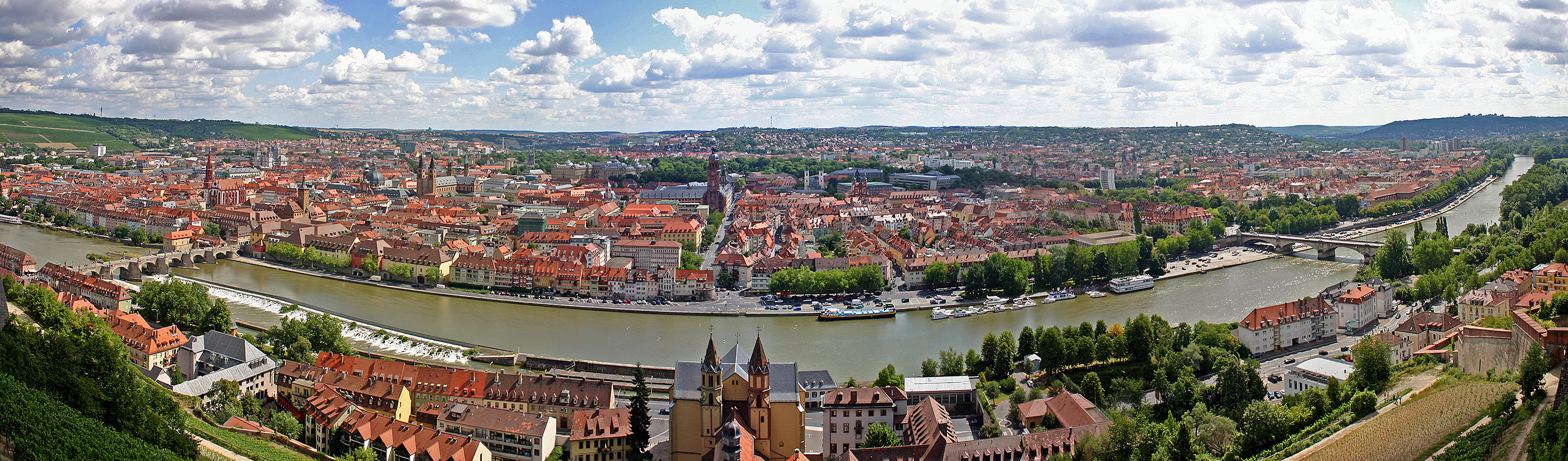
Panoràmica de la ciutat
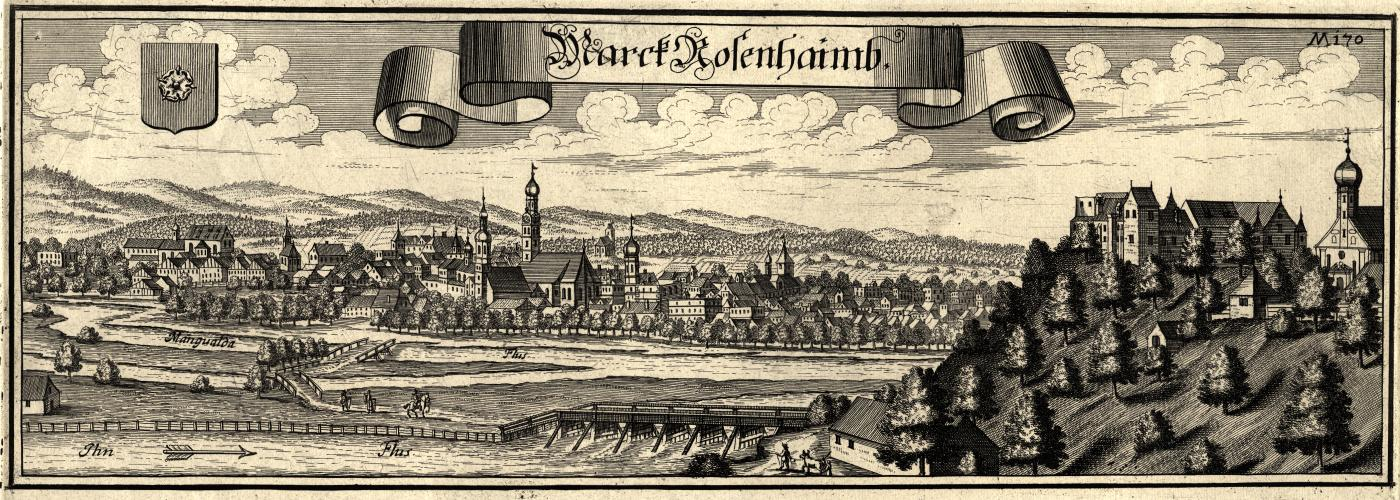
Vista de Rosenheim de l'any 1701.